# Chordeiles gundlachii
Chordeiles gundlachii là một loài chim trong họ Caprimulgidae.
Môi trường sống sinh sản của loài này là xứ mở của Đại Antilles, Bahamas và Florida Keys tại Hoa Kỳ. Chúng thường làm tổ trên đất trống, đôi khi tại các địa điểm cao khỏi mặt đất bao gồm cả gốc cây hoặc mái sỏi. Chúng đặc biệt thích khu vực gần đây đã quang đãng trong rừng, cánh sân bay, ruộng mía và đồng cỏ.

## Hình ảnh

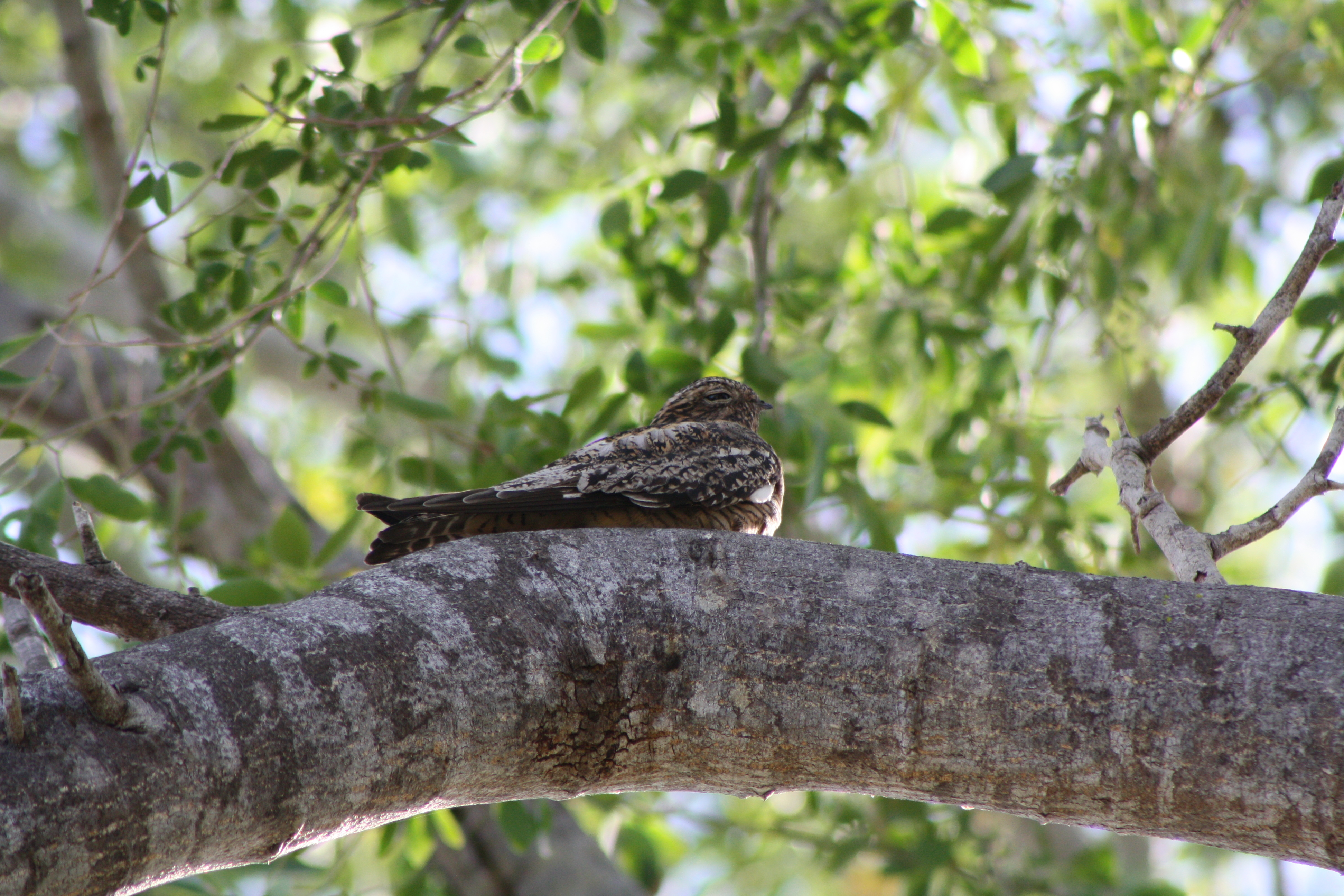
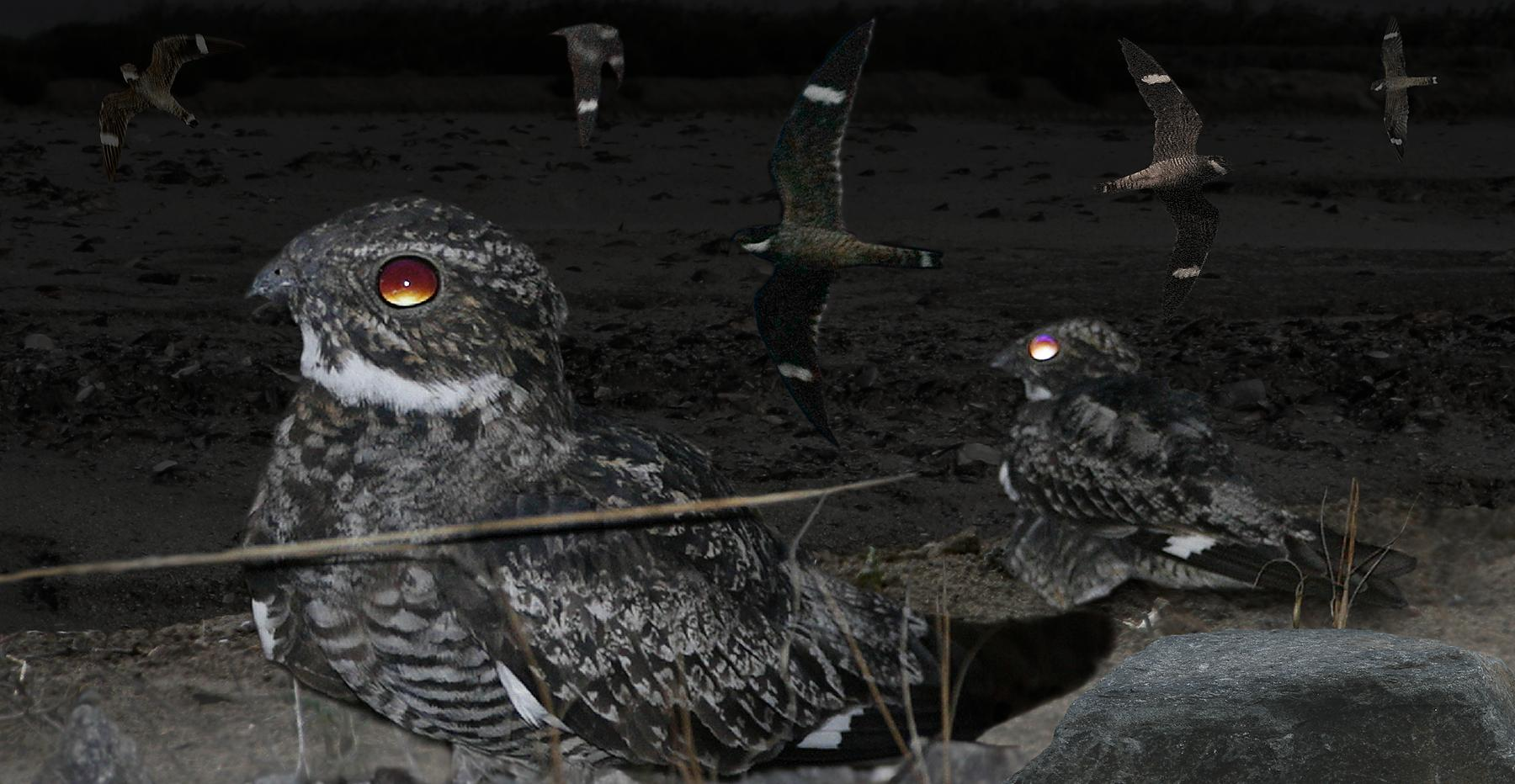